# 乐福堂乡
乐福堂乡，是中华人民共和国湖南省永州市道县下辖的一个乡镇级行政单位。

## 行政区划
乐福堂乡下辖以下地区：
大莲塘村、土桥村、塘碑村、龙山角村、泥口湾村、石桥头村、乐福堂村、车弄村、圳头村、中村坊村、清塘坪村、龙村、杨柳塘村、甘塘坪村和富头村。